# Silence Between Songs
Silence Between Songs è il secondo album in studio della cantante statunitense Madison Beer, pubblicato nel 2023.

## Tracce
1. Spinnin – 2:46
2. Sweet Relief – 2:41
3. Envy the Leaves – 3:19
4. 17 – 3:36
5. Ryder – 4:06
6. Nothing Matters But You – 2:45
7. I Wonder – 2:37
8. At Your Worst – 2:58
9. Showed Me (How I Fell in Love with You) – 3:15
10. Home to Another One – 2:29
11. Dangerous – 3:47
12. Reckless – 3:23
13. Silence Between Songs – 2:29
14. King of Everything – 4:28

## Sample
- Showed Me (How I Fell in Love with You) contiene una interpolazione della versione dei The Turtles del brano You Showed Me, scritto da Gene Clark e Roger McGuinn ed originariamente interpretato dai The Byrds.

## Formazione
- Madison Beer – voce (tutte le tracce), cori (10)
- Leroy Clampitt – chitarra (tutte), batteria (1–3, 5, 9, 12–14), basso (1–5, 7–13), cori (1, 7, 12), percussioni (3); piano, sintetizzatore (4, 6); steel pan (4, 13), drum machine (6, 7, 10), programmazione (11–13), tastiera (11)
- Tim Sommers – piano (1–3, 5, 8, 14), organo (1, 4, 9), tastiera (1, 11, 12), sintetizzatore (2, 4, 5, 8–10), batteria (2, 9, 12, 13), percussioni (3, 8, 11), sintetizzatore (3), basso (4, 8–10); battimani, shaker (4); drum machine (10), programmazione (11, 12), cori (12)
- Lucy Healey – cori (2, 6–8)
- Ben Barter – batteria (4, 14)
- Adam Melchor – chitarra (5)
- Fred Ball – drum machine, piano (6, 7); basso, sintetizzatore (6); organo, piano (7)
- James Francies – tastiera, piano (11)
- Judy Kang – violoncello (11)
- Leah Metzler – violoncello (11)
- Chris Woods – viola (11)
- Amanda Lo – violino (11)
- Laurann Angel – violino (11)
- Morgan Paros – violino (11)
- Kinga Bacik – archi (12)

## Tour
Il 9 ottobre 2023, Beer ha annunciato lo Spinnin Tour, composto da 52 date spartite tra la tranche europea e quella nordamericana. Gli artisti d'apertura delle date nordamericane sono Charlotte Lawrence e Upsahl, mentre Jan Rozmanowski aprirà i concerti europei.
Il tour avrà inizio il 24 febbraio 2024 a Stoccolma e si concluderà il 13 giugno 2024 a Los Angeles.

### Date
| Data             | Città             | Stato           | Luogo                             | Artista d'apertura |
| Europa           | Europa            | Europa          | Europa                            | Europa             |
| ---------------- | ----------------- | --------------- | --------------------------------- | ------------------ |
| 24 febbraio 2024 | Stoccolma         | Svezia          | Fryhuset Klubeen                  | Jan Rozmanowski    |
| 25 febbraio 2024 | Oslo              | Norvegia        | Sentrum Scene                     | Jan Rozmanowski    |
| 28 febbraio 2024 | Bruxelles         | Belgio          | Ancienne Belgique                 | Jan Rozmanowski    |
| 29 febbraio 2024 | Amsterdam         | Paesi Bassi     | AFAS Live                         | Jan Rozmanowski    |
| 1º marzo 2024    | Lussemburgo       | Lussemburgo     | Den Atelier                       | Jan Rozmanowski    |
| 3 marzo 2024     | Colonia           | Germania        | Palladium                         | Jan Rozmanowski    |
| 5 marzo 2024     | Varsavia          | Polonia         | Arena COS Torwar                  | Jan Rozmanowski    |
| 7 marzo 2024     | Monaco di Baviera | Germania        | TonHalle                          | Jan Rozmanowski    |
| 9 marzo 2024     | Vienna            | Austria         | Gasometer                         | Jan Rozmanowski    |
| 10 marzo 2024    | Praga             | Repubblica Ceca | SaSaZu                            | Jan Rozmanowski    |
| 12 marzo 2024    | Zurigo            | Svizzera        | X-TRA                             | Jan Rozmanowski    |
| 13 marzo 2024    | Milano            | Italia          | Fabrique                          | Jan Rozmanowski    |
| 16 marzo 2024    | Barcellona        | Spagna          | Sala Razzmatazz                   | Jan Rozmanowski    |
| 17 marzo 2024    | Madrid            | Spagna          | Palacio Vistalegre                | Jan Rozmanowski    |
| 20 marzo 2024    | Parigi            | Francia         | Zénith                            | Jan Rozmanowski    |
| 22 marzo 2024    | Manchester        | Regno Unito     | O2 Victoria Warehouse             | Jan Rozmanowski    |
| 23 marzo 2024    | Birmingham        | Regno Unito     | O2 Academy Birmingham             | Jan Rozmanowski    |
| 24 marzo 2024    | Glasgow           | Regno Unito     | O2 Academy Glasgow                | Jan Rozmanowski    |
| 25 marzo 2024    | Londra            | Regno Unito     | Eventim Apollo                    | Jan Rozmanowski    |
| 28 marzo 2024    | Leeds             | Regno Unito     | O2 Academy Leeds                  | Jan Rozmanowski    |
| 29 marzo 2024    | Liverpool         | Regno Unito     | University Mountford Hall         | Jan Rozmanowski    |
| 31 marzo 2024    | Dublino           | Irlanda         | 3Arena                            | Jan Rozmanowski    |
| 2 aprile 2024    | Londra            | Regno Unito     | Eventim Apollo                    | Jan Rozmanowski    |
| Nord America     |                   |                 |                                   |                    |
| 24 aprile 2024   | Minneapolis       | Stati Uniti     | The Fillmore                      | Charlotte Lawrence |
| 26 aprile 2024   | Chicago           | Stati Uniti     | Riviera Theatre                   | Charlotte Lawrence |
| 27 aprile 2024   | St. Louis         | Stati Uniti     | The Pageant                       | Charlotte Lawrence |
| 28 aprile 2024   | Nashville         | Stati Uniti     | Ryman Auditorium                  | Charlotte Lawrence |
| 30 aprile 2024   | Cincinnati        | Stati Uniti     | Andrew J. Brady Music Center      | Charlotte Lawrence |
| 1º maggio 2024   | Indianapolis      | Stati Uniti     | Egyptian Room                     | Charlotte Lawrence |
| 3 maggio 2024    | Detroit           | Stati Uniti     | The Fillmore Detroit              | Charlotte Lawrence |
| 4 maggio 2024    | McKees Rocks      | Stati Uniti     | Roxian Theatre                    | Charlotte Lawrence |
| 7 maggio 2024    | Charlotte         | Stati Uniti     | The Fillmore                      | Charlotte Lawrence |
| 8 maggio 2024    | Raleigh           | Stati Uniti     | The Ritz                          | Charlotte Lawrence |
| 10 maggio 2024   | Washington, D.C.  | Stati Uniti     | Echostage                         | Charlotte Lawrence |
| 11 maggio 2024   | Boston            | Stati Uniti     | MGM Music Hall at Fenway          | Charlotte Lawrence |
| 14 maggio 2024   | Montreal          | Canada          | M Telus                           | Charlotte Lawrence |
| 15 maggio 2024   | Toronto           | Canada          | History                           | Charlotte Lawrence |
| 17 maggio 2024   | Filadelfia        | Stati Uniti     | The Fillmore Philadelphia         | Charlotte Lawrence |
| 18 maggio 2024   | New York City     | Stati Uniti     | Radio City Music Hall             | Charlotte Lawrence |
| 20 maggio 2024   | Atlanta           | Stati Uniti     | Tabernacle                        | Upsahl             |
| 22 maggio 2024   | Saint Petersburg  | Stati Uniti     | Jannus Live                       | Upsahl             |
| 23 maggio 2024   | Fort Lauderdale   | Stati Uniti     | Hard Rock Live                    | Upsahl             |
| 25 maggio 2024   | New Orleans       | Stati Uniti     | The Fillmore                      | Upsahl             |
| 26 maggio 2024   | Houston           | Stati Uniti     | Bayou Music Center                | Upsahl             |
| 28 maggio 2024   | Austin            | Stati Uniti     | Stubb's Waller Creek Amphitheater | Upsahl             |
| 29 maggio 2024   | Dallas            | Stati Uniti     | South Side Ballroom               | Upsahl             |
| 31 maggio 2024   | Phoenix           | Stati Uniti     | The Van Buren                     | Upsahl             |
| 2 giugno 2024    | Denver            | Stati Uniti     | Fillmore Auditorium               | Upsahl             |
| 4 giugno 2024    | Salt Lake City    | Stati Uniti     | The Complex                       | Upsahl             |
| 5 giugno 2024    | Las Vegas         | Stati Uniti     | Brooklyn Bowl                     | Upsahl             |
| 7 giugno 2024    | Portland          | Stati Uniti     | Crystal Ballroom                  | Upsahl             |
| 8 giugno 2024    | Seattle           | Stati Uniti     | Moore Theatre                     | Upsahl             |
| 9 giugno 2024    | Vancouver         | Canada          | Queen Elizabeth Theatre           | Upsahl             |
| 11 giugno 2024   | San Francisco     | Stati Uniti     | SF Masonic Auditorium             | Upsahl             |
| 12 giugno 2024   | San Diego         | Stati Uniti     | SOMA                              | Upsahl             |
| 13 giugno 2024   | Los Angeles       | Stati Uniti     | Greek Theatre                     | Upsahl             |

## Classifiche
| Classifica (2023) | Posizione raggiunta |
| ----------------- | ------------------- |
| Regno Unito       | 28                  |
| Stati Uniti       | 86                  |